# لغة الإشارة الجزائرية
لغة الإشارة الجزائرية هي لغة الإشارة الأكثر استعمالا في عموم الجزائر. وقد اعترف بها رسميا بالقانون الجزائري في الثامن من مايو/مايس عام 2002 ميلادية. وقد أثّرت على الصم في الجالية الموجودة في وجدة في شمال المغرب.